# Église simultanée de Worms-Pfeddersheim

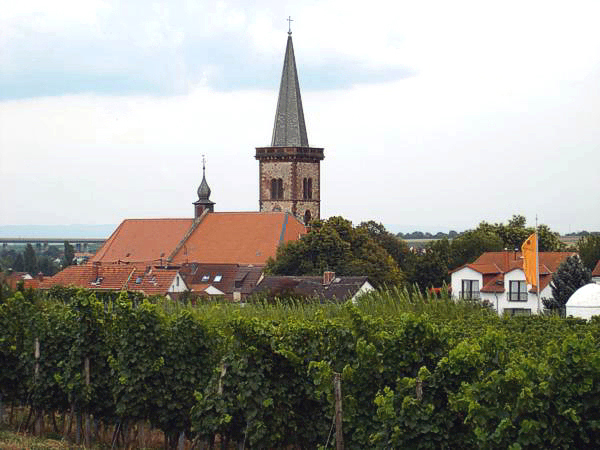
Église simultanée de Worms-Pfeddersheim

La Simultankirche „Mariä Himmelfahrt“ in Worms-Pfeddersheim en français : « L'église simultanée « Mariä Himmelfahrt » » à Worms-Pfeddersheim est une église simultanée commune aux protestants et aux catholiques dans le quartier Pfeddersheim de Worms. Le clocher de l'église servait également de tour de guet municipale et appartient donc à la ville de Worms en tant que successeur légal de la ville de Pfeddersheim. L'église est un monument culturel en raison de la loi sur la protection des monuments de Rhénanie-Palatinat.

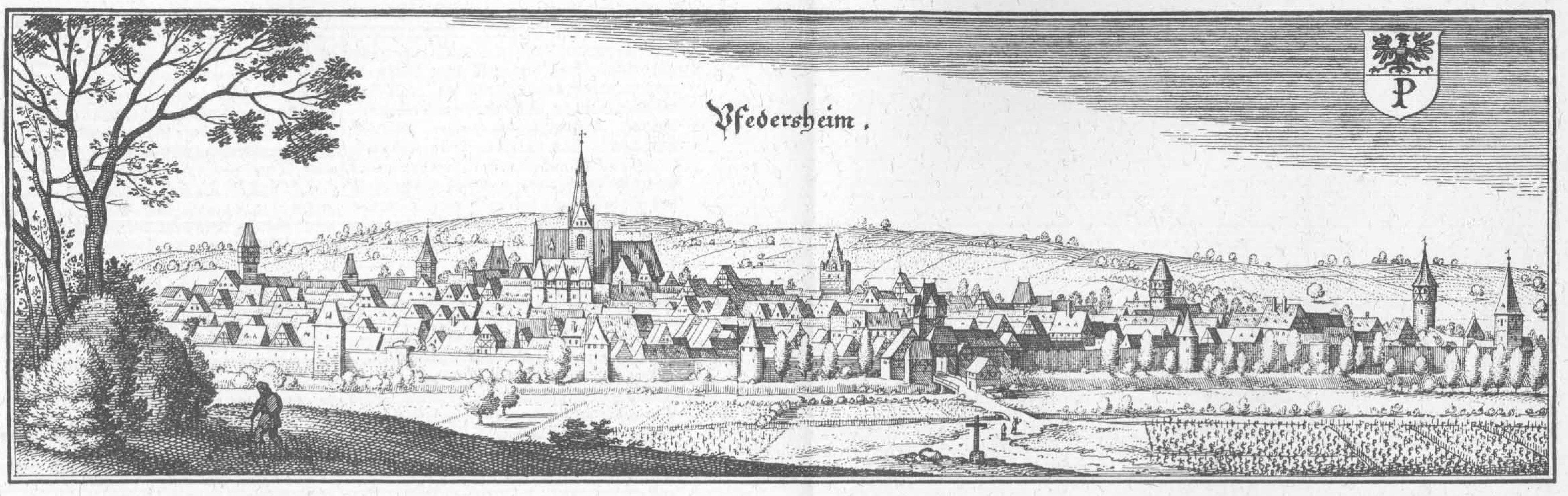
Vue de Pfeddersheim depuis la Topographia Germaniae de Merian avec l'église prédécesseur de style gothique tardif (1655).

## Histoire
La plus ancienne mention documentée connue de l'église de Pfeddersheim date du 25 mai 754, date à laquelle l'évêque Chrodegang de Metz la céda à l'abbaye de Gorze. Une autre mention de 793 montre la consécration à Marie. Le bâtiment de l'église a été décrit pour la première fois dans le « Wormser Synodale » de 1496 : L'église avait trois nefs avec un chœur, une sacristie et une chapelle. Le clocher de l'église appartenait à la ville de Pfeddersheim, car il servait également à des fins de garde et de défense pour la communauté civile sans être directement intégré aux fortifications du nord de Pfeddersheim. Elle était tenue par un gardien de la tour.
En 1525, après la bataille de Pfeddersheim, 180 dirigeants des paysans rebelles furent emprisonnés dans l'église. 24 d'entre eux ont été exécutés dans le cimetière. Une stèle de la paix érigée en 2000 par l'artiste de Pfeddersheim Horst Rettig commémore cet événement.
L'église fut incendiée comme le reste de la ville de Pfeddersheim en 1689 lors de la guerre de succession du Palatinat ; il ne restait qu'un bout de la tour. Lors de la division de l'Église du Palatinat en 1705, elle était encore en ruines. Néanmoins, la communauté réformée reçut la nef, tandis que la communauté catholique reçut la salle du chœur. Le clocher de l'église est resté propriété de la ville.
Dans le cadre de la « Déclaration religieuse du Palatinat » (en allemand : Pfälzische Religionsdeklaration) du 21 novembre 1705, une décision de commission fut rédigée le 20 novembre 1706 concernant les ruines de l'église. Il stipulait ce qui suit : 
„Die Pfeddershemer Stattkirch ist völlig verbrannd und in Ruderibus. Hat man sich deßwegen verglichen, dass die Rudera der Kirche denen Reformirten, und hergegen den Catholischen entweder das noch in guthen Mauern stehende Crucis Altar oder Chor verbleiben solle“.
Le rôle de division indique donc dans la 3ème classe de l'inspection de Neuhausen : „Pfeddersheimer Rudera seynd Beeden Religionen miteinander verblieben“,. Catholiques et réformés reconstruisirent alors chacun leur propre partie de l'église avec leurs propres entrées, de sorte que deux églises furent construites l'une à côté de l'autre, séparées seulement par un mur.
Cet état de simultanéité affaibli est confirmé par les rapports de visites paroissiales du 3 octobre 1741 et du 27 mai 1754. Ce dernier rapport précise : Nihil in praeiudicium Catholicae Religionis intenditur. Malgré cette situation simultanée, il n'y a eu aucune difficulté interconfessionnelle. Selon le premier rapport du 3 octobre 1741, les luthériens avaient désormais construit leur propre église (1714).
Les réformés eurent besoin de la période 1708-1721 pour construire leur église. Le 17 août 1721, le pasteur réformé Johann Erhard Stückrath fit l'inscription suivante dans le registre des baptêmes : "C'est le premier enfant baptisé dans l'église, désertée depuis 33 ans et réparée depuis 1708, après beaucoup d'efforts et de difficultés."
Lors de la reconstruction de 1708 à 1721 (partie réformée) et jusqu'en 1789 (partie catholique), les deux parties de l'église furent séparées par un mur sans passage. Les deux parties de l'église ont reçu leurs propres entrées, l'entrée précédente passant par le clocher de l'église a été murée. L'église réformée fut inaugurée par un service de baptême le 17 août 1721.
De 1798 à 1801, lors de son appartenance à la France après la Révolution française, l'église servit de temple décadent pour le canton de Pfeddersheim.
Depuis l'union des églises de 1822, la nef est utilisée par la communauté protestante désormais unie ; l'église luthérienne de 1714, dont les cloches ont été ajoutées à l'église simultanée en 1839, sert de centre communautaire depuis les années 1970. En 1931, la nef fut agrandie pour inclure un chœur.

## Description

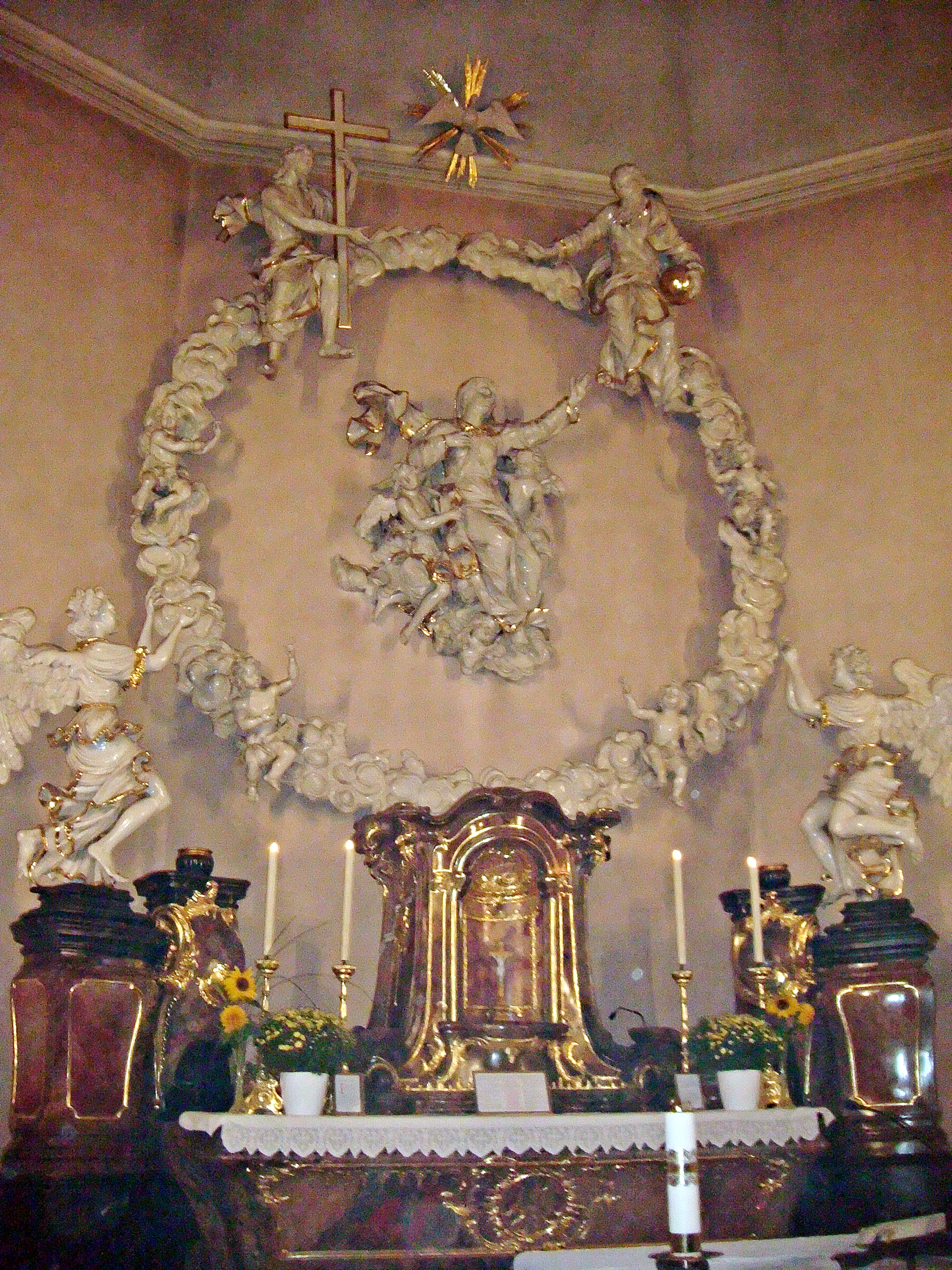
Église simultanée de Worms-Pfeddersheim, maître-autel du Monastère Maria Münster

La partie protestante de l'église est une salle rectangulaire qui a été construite sur les murs de fondation médiévaux entre 1708 et 1721. Du côté ouest se trouve une extension de chœur rectangulaire de 1931 avec un vitrail du Christ ressuscité. Le reste du mobilier date essentiellement du XVIIIe siècle.
La partie catholique fut reconstruite vers 1789 ; Grâce à l'utilisation des murs de fondation de l'ancienne salle du chœur, elle présente une extrémité en cinq huitièmes. Le mobilier est classique ; l'autel baroque de l'Assomption n'a été ajouté à l'église qu'en 1992. Il provient à l'origine du Kloster Maria Münster. Il y a aussi l'image miraculeuse de Maria Schutz zu Pfeddersheim, qui a survécu indemne à un incendie à Elmpt en 1869. Il est venu ici grâce à un don et était un lieu de pèlerinage bien connu dans les années 1930.
Les trois étages inférieurs de la tour datent de la fin du Moyen Âge ; sa forme gothique fut modifiée à la Renaissance. Le quatrième étage de la tour avec la chambre des cloches et la flèche entouré d'un balcon sont une extension du XIXe siècle.
Il y a des pierres tombales du XVIe au XVIIIe siècle près du clocher de l'église et dans les deux parties de l'église. Le mur de séparation entre les parties de l'église est couronné par un Clocheton d'un dôme en oignon.

## Orgues
Vers 1770, un orgue Stumm de 25 jeux fut installé dans la partie protestante de l'église. En 1913, l'entreprise Walcker construisit, dans le buffet de Stumm, un orgue neuf de 22 jeux sur deux claviers, avec organola. L'orgue et l'organola ont été restaurés en 2000, et une nouvelle restauration de l'organola a été achevée en 2011. La communauté protestante possède encore une soixantaine de rouleaux de musique datant de la création de l'organola, dont des enregistrements d'Albert Schweitzer. L'organola bénéficie d'une protection particulière en tant que monument technique, car il s'agit du seul instrument de ce type survivant en Allemagne. La cloche Luther de la communauté protestante sonne également l'heure.
En 1792, un autre orgue, de 14 jeux sur un clavier et pédalier, conçu par Friedrich Carl Stumm, fut installé dans la partie catholique. Cet instrument a été restauré en 1998 par la manufacture Förster & Nicolaus (de).

## Cloches
La sonnerie simultanée de l'église comprend six cloches, dont deux appartiennent aux communautés protestante et catholique et à la ville de Worms. Les cloches protestantes et municipales sonnent pour les offices protestants, et les cloches catholiques et municipales sonnent pour les offices catholiques ; lors des occasions œcuméniques on entend toutes les cloches. La cloche Luther de la communauté protestante sonne également l'heure.
Le droit de faire sonner les cloches fut réglementé en 1910 dans un contrat entre les deux paroisses et la communauté politique. Selon cela, les paroisses décident de la sonnerie des cloches pour toutes les questions rituelles, tandis que la communauté politique n'est autorisée à sonner les cloches que lors d'occasions laïques, notamment pour le midi, le soir, les tempêtes et les incendies. Lorsqu'en 1956 la paroisse protestante refusa de sonner le glas d'un Pfeddersheimer laïc, la communauté politique décida de construire son propre clocher au cimetière municipal.

## Litérature
- Georg Dehio : Handbuch der deutschen Kunstdenkmäler Rheinland-Pfalz/Saarland. Deutscher Kunstverlag, 1972, p. 1032
- Felix Zillien : Die Simultankirche zu Pfeddersheim. Dans : Worms 2006. Heimatjahrbuch für die Stadt Worms. Worms-Verlag, Worms, 2005.  (ISBN 978-3-936118-43-8). p. 109–113.